# Festuca eugenii
Festuca eugenii är en gräsart som beskrevs av Kulikov. Festuca eugenii ingår i släktet svinglar, och familjen gräs. Inga underarter finns listade i Catalogue of Life.